# Grieghallen
A Grieghallen egy 1500 férőhelyes koncertterem Norvégiában, Bergenben, az Edvard Grieg téren. Nevét   Edvard Griegről, a legismertebb norvég zeneszerzőről kapta, aki a város szülötte volt.
A dán építész, Knud Munk által tervezett épület modern stílusban épült 1967 és 1978 között. Koncerteket, balett-, és operaelőadásokat tartanak benne, továbbá konferenciákat és kiállításokat is. Nem csak koncertterem, hanem stúdió is, ahol több meghatározó black metal lemez is készült, többnyire a kilencvenes évek elején, Eirik Hundvin ("Pytten") hangtechnikus kezei alatt.

## Fontosabb itt készült kiadványok
(Zárójelben a megjelenés éve.)
- A Burzum szinte mindegyik lemeze
- Einherjer – Dragons of the North (1996)
- Emperor – In the Nightside Eclipse (1994)
- Emperor – Anthems to the welkin at dusk (1997)
- Az Enslaved több lemeze
- Az Immortal első kiadványai
- Mayhem – De Misteriis Dom Sathanas (1994)
- Windir – Arntor (1999)

## Fordítás
Ez a szócikk részben vagy egészben  a   Grieg Hall című angol Wikipédia-szócikk fordításán alapul.  Az eredeti cikk szerkesztőit annak laptörténete sorolja fel. Ez a jelzés csupán a megfogalmazás eredetét és a szerzői jogokat jelzi, nem szolgál a cikkben szereplő információk forrásmegjelöléseként.